# José Quezada Macchiavello
José Federico Quezada Macchiavello (Lima, 19 de abril de 1951) es director de coros y orquesta, compositor y musicólogo especializado en la investigación del barroco musical del Perú y América Latina. 
Su formación musical empezó en su niñez, con su tía Rosa María Macchiavello, quien era profesora de piano, posteriormente lo haría en la Academia Sas (Lima). 
Estudió en el Colegio Maristas San Isidro y San Agustín de Lima, a continuación empezó su formación universitaria en la Pontificia Universidad Católica del Perú en Humanidades. 
Después realizó estudios en el Conservatorio Nacional de Música de Lima en las especialidades de dirección coral y composición, y recibió clases individuales con los maestros Rodolfo Barbacci, Manuel Cuadros Barr, Enrique Iturriaga, Hans Lewitus, Francisco Pulgar Vidal, Edgar Valcárcel y Andrés Sas, entre otros.
En 2009 cursó seminarios de doctorado en Música en la Pontificia Universidad Católica Argentina.
Está casado con la soprano peruana Lola Márquez, con quien ha realizado múltiples colaboraciones musicales. Es padre del concertista de violonchelo  peruano José Quezada Márquez y del artista de animación digital Mariano Quezada Márquez.

## Trayectoria
Dirige conciertos desde 1976, con varias agrupaciones corales y orquestales en el Perú, siendo su principal aporte estrenar y difundir composiciones de la época barroca de Perú e Iberoamérica, que no se escuchaban en algunos casos hacía 300 años, como también la presentación de obras orquestales y corales de compositores contemporáneos peruanos, algunas en calidad de estreno; entre estos estrenos destaca el de "Los Jircas" de Francisco Pulgar Vidal, una de las obras del repertorio coral latinoamericano de mayor exigencia 

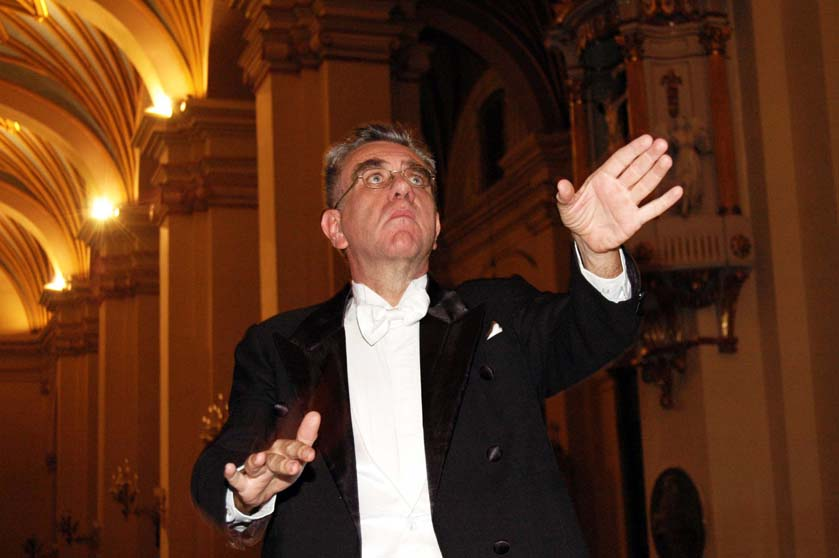
Jose Quezada Macchiavello

. Ha dirigido conciertos con la Orquesta Sinfónica Nacional, la Orquesta Sinfónica de Trujillo y la Orquesta Sinfónica de Piura, entre otras orquestas. Se ha presentado también en conciertos en Estados Unidos, Finlandia y Argentina.
Su carrera ha estado muy asociada a la música del Perú barroco. En el campo de la dirección coral, ha estudiado a profundidad el estilo y las obras más representativas de la polifonía sacra de Palestrina, Victoria, Lasso, como también los madrigales de Monteverdi; sin embargo su repertorio es extenso e incluye a compositores posteriores como Bach, Handel, Mozart, Haydn, Beethoven, Brahms, Debussy y Ginastera. Recientemente dirigió el estreno en Lima de la versión completa de la Misa del Papa Marcello de Palestrina
Como director de orquesta considera que entre sus compositores favoritos a Haydn, Mozart, Beethoven, Brahms, Bruckner, Elgar, Mahler, Sibelius y  Shostakovich.
- En Lambayeque

A 640 km, al norte del Perú se encuentra Chiclayo capital de Lambayeque, donde en 1985 el maestro Quezada Macchiavello fundó la Orquesta Sinfónica de Lambayeque, la primera orquesta juvenil creada en el Perú fuera de Lima, que dirigió durante tres años consecutivos, residiendo permanentemente en Chiclayo. En 2012 volvió a dirigir en Chiclayo estrenando la Novena Sinfonía de Beethoven en la catedral de dicha ciudad con la Schola Cantorum Perú y la Orquesta Sinfónica de Piura.
- Lima Triumphante

El Coro de Cámara Lima Triumphante fue fundado por José Quezada Macchiavello en 2002, para difundir la música barroca del virreinato del Perú, con dicha agrupación Quezada Macchiavello ha realizado conciertos en Lima, Cusco, Arequipa, Piura, Chiclayo y Trujillo, así como en los Estados Unidos (Boston, New York, Washington y Houston). Ha grabado cinco discos íntegramente con música barroca peruana. El extenso repertorio del Coro de Cámara Lima Triumphante incluye obras desde el renacimiento hasta el siglo XX.  Con este coro Quezada Macchiavello presentó la versión completa de El Mesías de Handel, en Lima, Trujillo y Piura entre 2005 y 2007.
- La Misa de Santo Toribio

Dirigió el estreno contemporáneo en la Catedral de Lima en 2006, de la Misa de Santo Toribio de Melchor Tapia y Zegarra (compositor peruano activo entre fines del siglo XVIII y principios del siglo XIX), con motivo de las solemnes fiestas por los 400 años de la muerte del Santo Arzobispo de Lima, organizador de la Iglesia Católica en el Perú.
- Rescate de la obra de José Orejón y Aparicio

Siempre con Lima Triumphante, en marzo de 2008 Quezada Macchiavello ofreció el estreno contemporáneo de la Pasión Según San Juan de José de Orejón y Aparicio (Huacho, Perú 1706- Lima 1765), considerada por varios reconocidos especialistas como la obra más importante del barroco musical iberoamericano. En 2014 dirigió después de 200 años la ejecución de esta obra en la Catedral de Lima.
- En 2009 grabó tres CDS con la totalidad de las obras de José de Orejón y Aparicio que se conservaban en el Archivo Arzobispal de Lima. Recientemente dirigió el estreno contemporáneo de los Salmos de Vísperas de este compositor
- Schola Cantorum de Lima Triumphante.
- En 2008 el maestro José Quezada Macchiavello fundó la Schola Cantorum de Lima, escuela de música de Lima Triumphante y agrupación coral dedicada al repertorio sinfónico coral.Esta escuela ofreció diplomados con la Universidad Católica Sedes Sapientiae y lo hace ahora con otras universidades de Lima. Bajo su dirección la Schola Cantorum de Lima ha ofrecido conciertos con obras maestras como: Magníficat de Bach, El Mesías de Haendel, Gloria de Vivaldi, Misa Lord Nelson de Haydn, Misa de la Coronación y Réquiem de Mozart y Fantasía Coral y Novena Sinfonía de Beethoven.

## Otras actividades
José Quezada Macchiavello realiza una actividad múltiple, además de director de orquesta y coros, como musicólogo, docente universitario, promotor cultural y compositor, habiendo estrenado obras en Lima, Washington, Helsinki y otras ciudades de Finlandia. Se deben a él también varias transcripciones y arreglos de piezas de algunos de los más importantes compositores del Perú Barroco. 
- Proyecto Laudate

José Quezada Macchiavello fue uno de los fundadores del Proyecto Laudate, iniciativa dedicada a la recuperación, investigación y difusión de la música virreinal peruana e hispanoamericana.
Ha sido también miembro del Consejo Consultivo de la Comisión Episcopal para los Bienes Culturales de la Iglesia de la Conferencia Episcopal Peruana.
- Docencia Universitaria
  - Entre 1998 y 2011 se desempeñó como profesor en la Pontificia Universidad Católica del Perú (PUCP) y entre 2002 y 2008 en la Universidad Peruana de Ciencias Aplicadas (UPC- Laureate Universities) de Lima y anteriormente fue docente en la Universidad de Piura, en la Universidad de Lima y en la Academia Diplomática del Perú.
  - Fue crítico de música del diario El Comercio entre 1997 y 2011.
  - En 2008 fundó la Schola Cantorum de Lima (escuela de música de Lima Triumphante), desempeñándose como su director hasta 2013. Actualmente es Director Artístico- Musical de la Camerata Lima Triumphante de la Orquesta Filarmónica del Pacífico y de la Coral de la Schola Cantorum de Lima.
- Ponencias, Foros, Otros
  - Conferencias en universidades e instituciones culturales de Lima, otras ciudades del Perú, Finlandia, Argentina.
  - Ponente en el Foro Opera in the Americas-2006, realizado en Ann Arbor Michigan, por la Universidad de dicha ciudad.
  - Entre 1998 y 2002 fue investigador asociado del Centro de Estudios, Investigación y Difusión de la Música Latinoamericana de la PUCP.
  - Entre 2006 y 2008 condujo el programa de TV Perú Barroco en Canal 7 de Lima.

- Publicaciones

-La Música en el Virreinato (Patronato Popular y Porvenir. Lima 1985) 
- Artículos en la Revista "Lienzo" de la Universidad de Lima, desde 1991. 
- Catálogos de los más importantes compositores peruanos del siglo XX., en el Centro de Estudios, Investigación y Difusión de la Música Latinoamericana de la PUCP (de 1999 a 2001)
- Edición y revisión del libro Introducción al Estudio de la Historia de Música (sobre textos del Dr. César Arróspide de la Flor. PUCP. Lima 2000), que incluye también varios capítulos íntegramente escritos por él mismo
-El Legado Musical del Cusco Barroco, que incluye el catálogo completo de los manuscritos de música barroca peruana hallados y clasificados por el Proyecto Laudate en el Seminario de San Antonio Abad del Cusco, libro que ha sido considerado como uno de los principales aportes en la investigación de la música barroca del Perú
- "" Introducción del libro José Orejón y Aparicio: La Música y su contexto, con las transcripciones de la música de José de Orejón y Aparicio efectuadas por Diana Fernández Calvo, editado por la Pontificia Universidad Católica Argentina y la Universidad Católica Sedes Sapientiae de Lima.

## Composiciones musicales
- Cuatro Miniaturas corales a cappella, Op 16 (2002-Revisión 2010)
- Himnos Sagrados de los Andes para coro a cappella, Op 17 (2004-2006.Revisión 2011)
- Cuatro Preludios para piano, Op 18 (III, IV: 2003, II: 2008, I: 2009. Revisión 2011)
- Dos Motetes Marianos, Op 19: Ave María- Salve Regina  (2004-2006. Revisión 2013)
- Tres Lieder sobre poemas de José María Eguren, Op 20 (1999. Revisión 2013)

```
  I. Balada II. Invernal III. La niña de la lámpara azul
```

- El Dolor de la Noche, Madrigal sobre poema de José María Eguren para coro a cappella, Op 21 (2002- Revisión 2011)
- Divertimento para piano, violín y violonchelo, Op 22 (2011)
- La Rosa de los Poetas: 9 canciones para voz y piano Op 23 (2011)
- 4 Motetes para coro a cappella (órgano ad libitum),Op 24 (2011-2013)
- 5 piezas para cuerdas, Op 25 (2013)
- Missa “Orbis Factor” para 4 voces a cappella, Op 26 (2013) (Op 26 A: versión con órgano)
- Sinfonía N.º 1 “Memorias” Op 27 (1998-2013)